# 6a etapa del Tour de França de 2014
La 6a etapa del Tour de França de 2014 es disputà el dijous 10 de juliol de 2014 sobre un recorregut de 194 km entre les ciutats franceses d'Arràs i Reims.
La victòria d'etapa va ser per l'alemany André Greipel (Lotto-Belisol), que s'imposà a l'esprint al noruec Alexander Kristoff (Team Katusha) i el francès Samuel Dumoulin (AG2R La Mondiale). En les diferents classificacions no es produí cap canvi significatiu i sols destacà la pèrdua d'un minut del francès Thibaut Pinot (FDJ).

## Recorregut
Etapa plana a través dels departaments de Pas de Calais, Somme, Aisne i Marne, amb sols dues petites cotes de quarta categoria a superar (km 107 i 157). L'únic esprint del dia es troba a Pinon (km 119). Durant l'etapa es passa per diversos indrets que van patir de ple la Primera Guerra Mundial.

## Desenvolupament de l'etapa

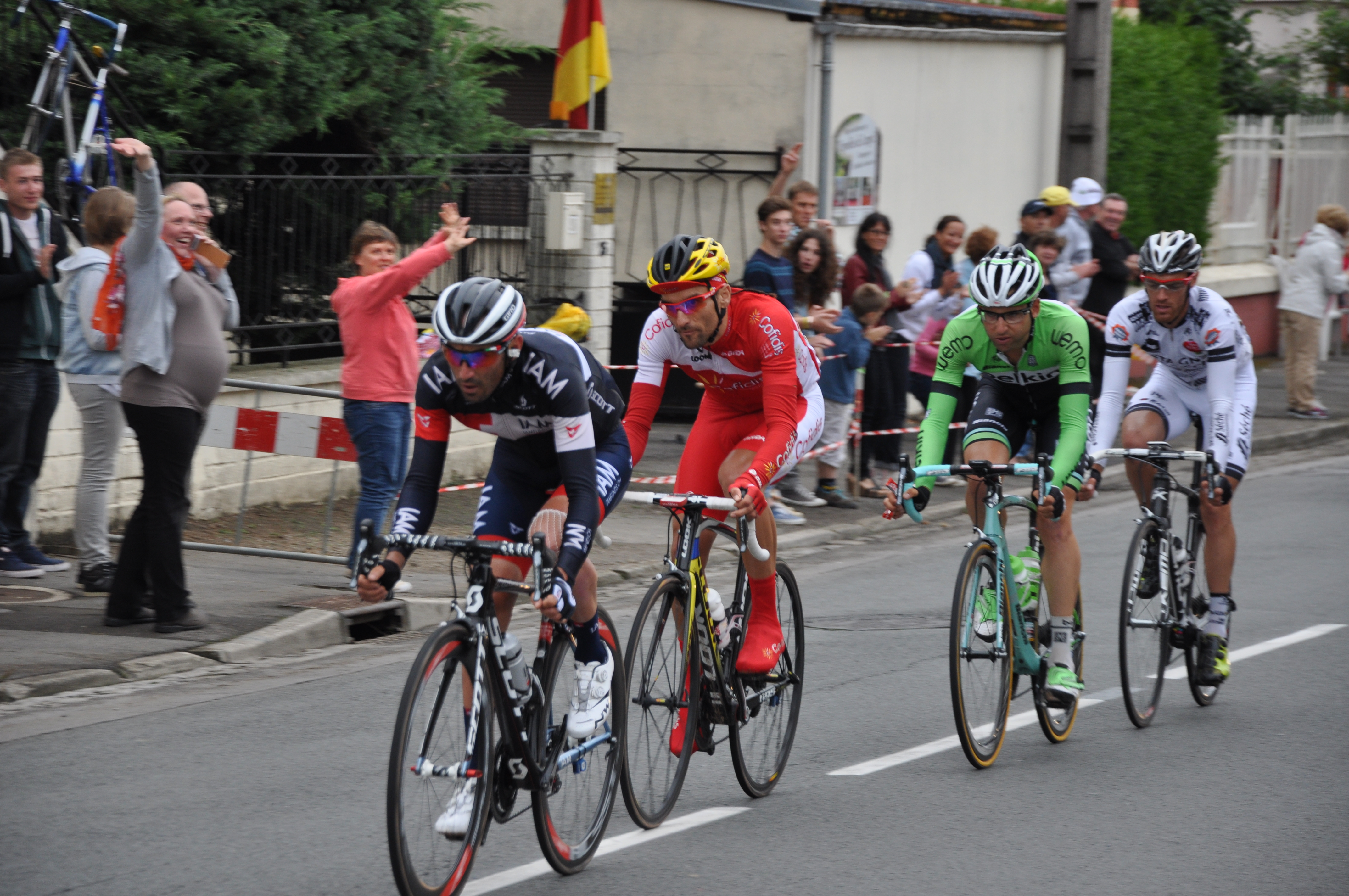
L'escapada del dia, amb Jérôme Pineau, Luis Ángel Maté, Tom Leezer i Arnaud Gérard a Tergnier.

Només donar-se la sortida es formà una escapada integrada per quatre ciclistes, Jérôme Pineau (IAM Cycling), Luis Ángel Maté (Cofidis), Tom Leezer (Belkin Pro Cycling Team) i Arnaud Gérard (Bretagne-Séché Environnement), però l'equip Giant-Shimano no permeté que la diferència superés els 4' 15" que aconseguiren al quilòmetre 14. La pluja caiguda durant diverses fases de l'etapa va deixar la carretera molt perillosa, cosa que va provocar nombroses caigudes i abandonaments, com el de Xabier Zandio (Team Sky), Jesús Hernández Blázquez (Team Tinkoff-Saxo) o Iegor Silin (Team Katusha). A manca de 65 quilòmetres de meta l'Omega Pharma-Quick Step va fer diversos ventalls aprofitant el vent que bufava i el gran grup es trencà. Thibaut Pinot, Pierre Rolland i Tom Slagter quedaren endarrerits i perderen més d'un minut en l'arribada. Maté fou el darrer dels escapats en ser neutralitzat, a manca de tan sols 12 quilòmetres, sota l'impuls d'un gran grup liderat pels equips dels esprintadors. Sobre la mateixa pancarta del darrer quilòmetre atacà Michał Kwiatkowski, però sols obrí uns pocs metres de distància i fou agafat a manca de 300 metres. En l'esprint l'alemany André Greipel (Lotto-Belisol) s'imposà clarament al noruec Alexander Kristoff (Team Katusha) i al francès Samuel Dumoulin (AG2R La Mondiale), sense que es produïssin canvis significatius en les diferents classificacions.

## Resultats

### Classificació de l'etapa
|    | Ciclista                 | Equip                        | Temps      |
| -- | ------------------------ | ---------------------------- | ---------- |
| 1  | André Greipel (GER)      | Lotto-Belisol                | 4h 11' 39" |
| 2  | Alexander Kristoff (NOR) | Team Katusha                 | m. t.      |
| 3  | Samuel Dumoulin (FRA)    | AG2R La Mondiale             | m. t.      |
| 4  | Mark Renshaw (AUS)       | Omega Pharma-Quick Step      | m. t.      |
| 5  | Peter Sagan (SVK)        | Cannondale                   | m. t.      |
| 6  | Romain Feillu (FRA)      | Bretagne-Séché Environnement | m. t.      |
| 7  | Tom Veelers (NED)        | Giant-Shimano                | m. t.      |
| 8  | Bryan Coquard (FRA)      | Team Europcar                | m. t.      |
| 9  | Sep Vanmarcke (BEL)      | Belkin Pro Cycling Team      | m. t.      |
| 10 | Sylvain Chavanel (FRA)   | IAM Cycling                  | m. t.      |

### Punts atribuïts
| 1r  | Tom Leezer (NED)          | Belkin Pro Cycling Team      | 20 pts |
| 2n  | Arnaud Gérard (FRA)       | Bretagne-Séché Environnement | 17 pts |
| 3r  | Jérôme Pineau (FRA)       | IAM Cycling                  | 15 pts |
| 4t  | Luis Ángel Maté (ESP)     | Cofidis                      | 13 pts |
| 5è  | Mark Renshaw (AUS)        | Omega Pharma-Quick Step      | 11 pts |
| 6è  | Peter Sagan (SVK)         | Cannondale                   | 10 pts |
| 7è  | André Greipel (GER)       | Lotto-Belisol                | 9 pts  |
| 8è  | Alessandro Petacchi (ITA) | Omega Pharma-Quick Step      | 8 pts  |
| 9è  | Marco Marcato (ITA)       | Cannondale                   | 7 pts  |
| 10è | Dries Devenyns (BEL)      | Giant-Shimano                | 6 pts  |
| 11è | Cheng Ji (CHN)            | Giant-Shimano                | 5 pts  |
| 12è | Albert Timmer (NED)       | Giant-Shimano                | 4 pts  |
| 13è | Koen de Kort (NED)        | Team Tinkoff-Saxo            | 3 pts  |
| 14è | Dmitriy Gruzdev (KAZ)     | Astana Qazaqstan Team        | 2 pts  |
| 15è | Michał Kwiatkowski (POL)  | Omega Pharma-Quick Step      | 1 pt   |

| 1r  | André Greipel (GER)      | Lotto-Belisol                | 45 pts |
| 2n  | Alexander Kristoff (NOR) | Team Katusha                 | 35 pts |
| 3r  | Samuel Dumoulin (FRA)    | AG2R La Mondiale             | 30 pts |
| 4t  | Mark Renshaw (AUS)       | Omega Pharma-Quick Step      | 26 pts |
| 5è  | Peter Sagan (SVK)        | Cannondale                   | 22 pts |
| 6è  | Romain Feillu (FRA)      | Bretagne-Séché Environnement | 20 pts |
| 7è  | Tom Veelers (NED)        | Giant-Shimano                | 18 pts |
| 8è  | Bryan Coquard (FRA)      | Team Europcar                | 16 pts |
| 9è  | Sep Vanmarcke (BEL)      | Belkin Pro Cycling Team      | 14 pts |
| 10è | Sylvain Chavanel (FRA)   | IAM Cycling                  | 12 pts |
| 11è | Daniel Oss (ITA)         | BMC Racing Team              | 10 pts |
| 12è | Cyril Lemoine (FRA)      | Cofidis                      | 8 pts  |
| 13è | Greg Van Avermaet (BEL)  | BMC Racing Team              | 6 pts  |
| 14è | Fabian Cancellara (SUI)  | Trek Factory Racing          | 4 pts  |
| 15è | Jakob Fuglsang (DEN)     | Astana Qazaqstan Team        | 2 pts  |

### Colls i cotes
| 1r | Luis Ángel Maté (ESP) | Cofidis | 1 pt |

| 1r | Luis Ángel Maté (ESP) | Cofidis | 1 pt |

## Classificacions a la fi de l'etapa

### Classificació general
|    | Ciclista                    | Equip                   | Temps       |
| -- | --------------------------- | ----------------------- | ----------- |
| 1  | Vincenzo Nibali (ITA)       | Astana Qazaqstan Team   | 24h 38' 25" |
| 2  | Jakob Fuglsang (DEN)        | Astana Qazaqstan Team   | + 2"        |
| 3  | Peter Sagan (SVK)           | Cannondale              | + 44"       |
| 4  | Michał Kwiatkowski (POL)    | Omega Pharma-Quick Step | + 50"       |
| 5  | Fabian Cancellara (SUI)     | Trek Factory Racing     | + 1' 17"    |
| 6  | Jurgen Van Den Broeck (BEL) | Lotto-Belisol           | + 1' 45"    |
| 7  | Tony Gallopin (FRA)         | Lotto-Belisol           | + 1' 45"    |
| 8  | Richie Porte (AUS)          | Team Sky                | + 1' 54"    |
| 9  | Andrew Talansky (USA)       | Garmin-Sharp            | + 2' 05"    |
| 10 | Alejandro Valverde (ESP)    | Movistar Team           | + 2' 11"    |

### Classificació per punts
|    | Ciclista            | Equip         | Punts   |
| -- | ------------------- | ------------- | ------- |
| 1r | Peter Sagan (SVK)   | Cannondale    | 217 pts |
| 2n | Bryan Coquard (FRA) | Team Europcar | 137 pts |
| 3r | Marcel Kittel (GER) | Giant-Shimano | 135 pts |

### Classificació de la muntanya
|    | Ciclista            | Equip               | Punts |
| -- | ------------------- | ------------------- | ----- |
| 1r | Cyril Lemoine (FRA) | Cofidis             | 6 pts |
| 2n | Blel Kadri (FRA)    | AG2R La Mondiale    | 5 pts |
| 3r | Jens Voigt (GER)    | Trek Factory Racing | 4 pts |

### Classificació del millor jove
|    | Ciclista                 | Equip                   | Temps       |
| -- | ------------------------ | ----------------------- | ----------- |
| 1r | Peter Sagan (SVK)        | Cannondale              | 24h 39' 09" |
| 2n | Michał Kwiatkowski (POL) | Omega Pharma-Quick Step | + 06"       |
| 3r | Romain Bardet (FRA)      | AG2R La Mondiale        | + 1' 27"    |

### Classificació per equips
|    | Equip                   | Temps       |
| -- | ----------------------- | ----------- |
| 1r | Astana Qazaqstan Team   | 73h 56' 23" |
| 2n | Belkin Pro Cycling Team | + 4' 18"    |
| 3r | BMC Racing Team         | + 6' 05"    |

## Abandonaments
- Jesús Hernández Blázquez (ESP) (Team Tinkoff-Saxo). Abandona per caiguda.[4]
- Maximiliano Richeze (ARG) (Lampre-Merida). No surt.
- Iegor Silin (RUS) (Team Katusha). Abandona per caiguda.[4]
- Xabier Zandio (ESP) (Team Sky). Abandona per caiguda.[4]